# Chop
Chop (tiếng Ukraina: Чоп) là một thành phố của Ukraina. Thành phố này thuộc tỉnh Zakarpattia. Thành phố này có diện tích ? km2, dân số theo điều tra dân số năm 2001 là 8919 người.